# Václav Bělohlávek

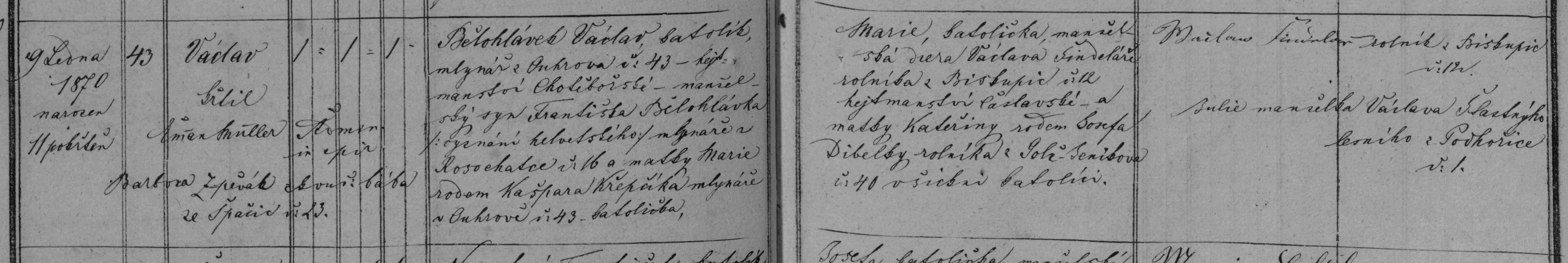
matriční zápis o narození a křtu Václava Bělohlávka (matrika N 1838-1891 Úhrov (SOA Zámrsk))

D. Václav Bělohlávek, O.Cr. (9. ledna 1870, Úhrov – 1. května 1967, Senohraby) byl český římskokatolický duchovní, působící postupně v jižních Čechách a na jižní Moravě, člen Rytířského řádu křižovníků s červenou hvězdou. Mimo duchovní služby byl též básníkem a překladatelem. Po dobu deseti let byl též hlavním archivářem křižovnického řádu. Používal literární pseudonym Svatohor.

## Život
Václav Bělohlávek se narodil do rodiny mlynáře. Jeho otec v mládí vystoupil z katolické církve, nicméně před smrtí se do ní vrátil a zemřel opět jako katolík. Mladý Václav studoval v Německém Brodě na gymnáziu, spravovaném želivskými premonstráty. V roce 1890 pak v Praze vstoupil do křížovnického řádu. Po absolvování noviciátu vystudoval teologii. Jako svůj privátní zájem měl život a dílo svatého Augustina (k čemuž jej zřejmě dovedlo prostředí křížovnického řádu, který se řídí Augustinovou řeholí). Augustinovo dílo kombinoval s filosofií svatého Tomáše Akvinského a na tomto základě vytvořil osobitou svou vlastní filosofii. V roce 1895 pak přijal kněžské svěcení a byl poslán do pastorační služby.
Postupně vystřídal několik farností na jihu Čech. Z této doby pocházely jeho přátelské kontakty s "českým Vianneyem", farářem z Kovářova, Františkem Xaverem Palečkem. Palečkovo označení jako "českého Vianneye" je ostatně právě Bělohlávkovým dílem. V této době se také již věnoval literatuře. Jeho básnická prvotina Poutní zpěvy byla vydána v roce 1909, kdy působil v Živohošti u Neveklova. V roce 1917 byl poslán na jižní Moravu, kde působil v Hodonicích a pak zejména v křižovníkům inkorporované farnosti na Hradišti u Znojma. V roce 1924 se vrátil do hlavního domu svého řádu na pražském Starém Městě při kostele sv. Františka z Assisi. Nadále působil jako kněz, hlavním těžištěm jeho činnosti však se stal řádový archiv, jehož správcem byl jmenován.
Po deseti letech odešel na penzi. Nezůstal v klášteře, ale odstěhoval se do jihočeského Milevska, kde žil jako soukromá osoba až do roku 1960. Tehdy, ve svých již devadesáti letech se odstěhoval do charitního domova pro kněze v Senohrabech. Zde pak žil až do své smrti o sedm let později. Pohřben byl do křížovnické hrobky na Hloubětínském hřbitově.

## Dílo

### Autorská díla
- Poutní zpěvy (1909)
- Knížka o Živohoušti (1911)
- Do Mariazell (1921), cestopis
- Oheň Eliášův (1922)
- Idyla starého pána (1923)
- Božetěch (1930), 3 díly

### Spoluautorství
- Hradec, J.; Bělohlávek, Václav: Dějiny českých křižovníků s červenou hvězdou (1930)
- Hradec, J.; Bělohlávek, Václav: Kniha památní křižovníků (1930)

### Překlady
- Calderón de la Barca: Krása Karmélu (1914)